# Dialog mit meinem Gärtner
Dialog mit meinem Gärtner (Originaltitel: Dialogue avec mon jardinier) ist ein französischer Spielfilm von Jean Becker aus dem Jahr 2007, der auf einem gleichnamigen Roman beruht.

## Handlung
Ein erfolgreicher Maler zieht von Paris in das Haus auf dem Land, in dem er geboren wurde. Privat hat er seine Probleme. Seine Frau will sich scheiden lassen, womit er sich nicht abfinden will. Er rastet aus, als seine Tochter einen Mann heiraten will, der so alt ist, wie er selbst; dass er seine Affären mit seinen jungen Studentinnen pflegt, die seine Töchter sein könnten, darin sieht er aber kein Problem. Auf dem Land sucht er nach einem Gärtner, der sich um sein Anwesen kümmert. Auf die Zeitungsannonce antwortet Léo, ein ehemaliger Schulkamerad des Malers aus seiner Grundschulzeit. Léo hat bei der Bahn gearbeitet, ist frühpensioniert, lebt immer noch in dem Dorf seiner Kindheit und ist seit über 25 Jahren glücklich mit derselben Frau verheiratet. Er hat zwei Töchter, die auch im selben Ort leben. Jedes Jahr macht er einen Ausflug mit der Feuerwehr, immer in denselben Ort, und einmal im Jahr macht er mit seiner Frau Urlaub in Nizza, immer im selben Hotel. Die beiden gegensätzlichen Männer freunden sich in langen Gesprächen an und lernen so die Welt aus der Perspektive des jeweils anderen kennen. Der Gärtner legt für den Maler einen Nutzgarten an, und der Maler malt schließlich keine Landschaften mehr, sondern die wunderbaren Früchte, die Léo in seinem Garten produziert. Am Ende des Sommers stirbt der Gärtner. Der Maler hat seine Schaffenskrise überwunden, und seine neuen Bilder werden in einer Pariser Galerie bewundert.

## Produktion
Becker erarbeitete das Drehbuch zusammen mit Jean Cosmos (1923–2014) und dem Filmregisseur Jacques Monnet (* 1934) auf der Grundlage des gleichnamigen Romans des französischen Malers und Essayisten Henri Cueco (1929–2017), wobei viele Dialoge wörtlich aus der Romanvorlage übernommen wurden. Der Film wurde 2006 in der Auvergne, der Provence, der Île-de-France, in Nizza sowie im Louvre und anderen Spielorten in Paris gedreht. Für den Kameramann Jean-Marie Dreujou war es die zweite Zusammenarbeit mit dem Regisseur nach Ein Sommer auf dem Lande (1999).
Die Bilder malte Olivier Suire Verley (* 1952), der beim Dreh der betreffenden Szenen immer anwesend war. Der französische Jazzpianist Ahmet Gulbay hat die Piano-Stücke im Film komponiert und eingespielt. Vor- und Abspann des Films werden begleitet von Passagen aus Mozarts A-Dur-Klarinettenkonzert, es spielen das Royal Philharmonic Orchestra unter der Leitung von Sir Thomas Beecham und Jack Brymer, Klarinette. Va, pensiero ist eine Aufnahme von Chor und Orchester der Deutschen Oper Berlin unter Giuseppe Sinopoli.

## Veröffentlichung
Premiere in Frankreich war am 6. Juni 2007, Deutschlandpremiere am 20. Dezember 2007. Im selben Jahr veröffentlichte das Label Arsenal eine DVD in französischer und deutscher Sprache, zusammen mit Interviews von Jean Becker, Daniel Auteuil und Jean-Pierre Darroussin und mit Making-of Material.

## Rezeption
In Frankreich war der Film mit 1.366.765 Besuchern ein Publikumserfolg.

### Kritiken
Der Film wurde von der internationalen Kritik durchgehend positiv aufgenommen. Bei Rotten Tomatoes erreichte er eine Zustimmungsquote von 100 % auf der Grundlage von 15 Filmkritiken.
Ein „Stimmungsvolles Porträt einer ungewöhnlichen Männerfreundschaft und der Suche nach dem Sinn des Lebens in einfachen, aber wirkungsvollen, am Impressionismus geschulten Bildern, mit praktisch-philosophischen Dialogen und zwei großartigen Hauptdarstellern“, befindet das Lexikon des Internationalen Films.
Der Kritiker von Die Presse schreibt, Jean Beckers Altherrenstück Dialog mit meinem Gärtner scheine zunächst ein „gut abgehangener Kunstschinken“: „Typisch beiläufig inszeniert Becker die lakonische Alltagspoesie mit wortwitzigen Dialogen. Abgesehen von dem bemühten Schluss plätschert die Tragikomödie vorteilhaft dahin, ohne sich in Bedeutungsschwere zu verfangen“.
„‚Dialog mit meinem Gärtner‘ entwirft das Bild einer Freundschaft über soziale Schranken hinweg. Sie beruht auf der Bereitschaft, mit den Augen des anderen zu sehen. Maler und Gärtner repräsentieren verschiedene kulturelle, soziale und emotionale Sichtweisen auf die Welt: Intellektuell gebildet und kompliziert der eine, alltagsklug und geradlinig der andere. Es sind die ‚feinen Unterschiede‘, die ihrer Freundschaft Würze und Aroma verleihen. Naheliegende Klischees und Stereotypen werden durch den Blick des Gegenübers erkennbar und durchbrochen. Leise und entspannt, in ruhigen Einstellungen und langen Dialogen entfaltet sich eine Beziehung, in der beide Männer sich neu entdecken. Auf dem Hintergrund aktueller Konflikte, deren Spektrum der Film in markanten Details andeutet, entwirft der Film visionär die Möglichkeit gesellschaftlicher Versöhnung. Die Kunst des Malers verbündet sich mit der Arbeit des Gärtners zu einer brüderlichen Harmonie, die ein universelles Ideal erneuert,“ so die Jury der Evangelischen Filmarbeit.
Die Hamburger Morgenpost schreibt: „Perfektionist Jean Becker hat wie immer jede Nuance, jedes Komma, jede kleine Geste akribisch inszeniert – aber stets dezent und unaufdringlich, so dass alles völlig natürlich wirkt. Seine Adaption des Romans von Henri Cueco betreibt keine platte Glorifizierung des Landlebens, sondern bleibt überraschend klischeefrei und spart auch tragische Elemente nicht aus. So gelingt Becker ein ebenso erfrischender wie berührender Film über Freundschaft – zutiefst menschlich und voller Herzenswärme.“

### Auszeichnungen
Hauptdarsteller Jean-Pierre Darroussin wurde für die Rolle des Léo 2008 für den César nominiert.